# Esgrima nos Jogos Olímpicos de Verão de 2000
A esgrima nos Jogos Olímpicos de Verão de 2000 foi realizada em Sydney, na Austrália, com dez eventos disputados.

## Eventos da esgrima
Masculino: Florete individual | Espada individual | Sabre individual | Florete por equipe | Espada por equipe | Sabre por equipe
Feminino: Florete individual | Espada individual | Florete por equipe | Espada por equipe

## Masculino

### Florete individual masculino
| Pos. | País                | Atletas            |
| ---- | ------------------- | ------------------ |
|      | Coreia do Sul (KOR) | Kim Young-Ho       |
|      | Alemanha (GER)      | Ralf Bißdorf       |
|      | Rússia (RUS)        | Dmitri Chevtchenko |

### Espada individual masculino
| Pos. | País                | Atletas        |
| ---- | ------------------- | -------------- |
|      | Rússia (RUS)        | Pavel Kolobkov |
|      | França (FRA)        | Hugues Obry    |
|      | Coreia do Sul (KOR) | Lee Sang-Ki    |

### Sabre individual masculino
| Pos. | País           | Atletas          |
| ---- | -------------- | ---------------- |
|      | Romênia (ROM)  | Mihai Covaliu    |
|      | França (FRA)   | Mathieu Gourdain |
|      | Alemanha (GER) | Wiradech Kothny  |

### Florete por equipe masculino
| Ouro                                                                          | Prata                                                 | Bronze                                                                  |
| FRA França Jean-Noël Ferrari Lionel Plumenail Brice Guyart Patrice Lhotellier | CHN China Dong Zhaozhi Wang Haibin Ye Chong Zhang Jie | ITA Itália Salvatore Sanzo Matteo Zennaro Daniele Crosta Gabriele Magni |

### Espada por equipe masculino
| Ouro                                                                    | Prata                                                                     | Bronze                                                                                         |
| ITA Itália Angelo Mazzoni Paolo Milanoli Maurizio Randazzo Alfredo Rota | FRA França Jean-François di Martino Robert Leroux Hugues Obry Éric Srecki | CUB Cuba Nelson Loyola Torriente Candido Alberto Maya Carlos Pedroso Curiel Ivan Trevejo Pérez |

### Sabre por equipe masculino
| Ouro                                                        | Prata                                                   | Bronze                                                 |
| RUS Rússia Sergei Charikov Alexey Dyachenko Alexei Frossine | FRA França Mathieu Gourdain Julien Pillet Cedric Seguin | GER Alemanha Dennis Bauer Wiradech Kothny Eero Lehmann |

## Feminino

### Florete individual feminino
| Pos. | País           | Atletas           |
| ---- | -------------- | ----------------- |
|      | Itália (ITA)   | Valentina Vezzali |
|      | Alemanha (GER) | Rita König        |
|      | Itália (ITA)   | Giovanna Trillini |

### Espada individual feminino
| Pos. | País          | Atletas                |
| ---- | ------------- | ---------------------- |
|      | Hungria (HUN) | Tímea Nagy             |
|      | Suíça (SUI)   | Gianna Hablützel-Bürki |
|      | França (FRA)  | Laura Flessel-Colovic  |

### Florete por equipe feminino
| Ouro                                                                                | Prata                                                                            | Bronze                                                        |
| ITA Itália Diana Bianchedi Annamaria Giacometti Valentina Vezzali Giovanna Trillini | POL Polônia Sylwia Gruchała Magdalena Mroczkiewicz Anna Rybicka Barbara Wolnicka | GER Alemanha Sabine Bau Rita König Gesine Schiel Monika Weber |

### Espada por equipe feminino
| Ouro                                                                        | Prata                                                                       | Bronze                                            |
| RUS Rússia Karina Aznavourian Oxana Ermakova Tatiana Logounova Maria Mazina | SUI Suíça Gianna Hablützel-Bürki Sophie Lamon Diana Romagnoli Tabea Steffen | CHN China Li Na Qin Liang Yinqinq Liu Shaoqi Yang |

## Quadro de medalhas da esgrima
| Ordem | País              | Medalha de ouro | Medalha de prata | Medalha de bronze | Total |
| ----- | ----------------- | --------------- | ---------------- | ----------------- | ----- |
| 1     | ITA Itália        | 3               | 0                | 2                 | 5     |
| 2     | RUS Rússia        | 3               | 0                | 1                 | 4     |
| 3     | FRA França        | 1               | 4                | 1                 | 6     |
| 4     | KOR Coreia do Sul | 1               | 0                | 1                 | 2     |
| 5     | HUN Hungria       | 1               | 0                | 0                 | 1     |
| 5     | ROM Romênia       | 1               | 0                | 0                 | 1     |
| 7     | GER Alemanha      | 0               | 2                | 3                 | 5     |
| 8     | SUI Suíça         | 0               | 2                | 0                 | 2     |
| 9     | CHN China         | 0               | 1                | 1                 | 2     |
| 10    | POL Polônia       | 0               | 1                | 0                 | 1     |
| 11    | CUB Cuba          | 0               | 0                | 1                 | 1     |